# Ivan Schranz
Ivan Schranz, född 13 september 1993, är en slovakisk fotbollsspelare som spelar för Slavia Prag. Han representerar även det slovakiska landslaget.

## Karriär
Den 31 maj 2021 värvades Schranz av Slavia Prag, där han skrev på ett treårskontrakt. I sin andra match för Slavia Prag den 30 juli 2021 gjorde Schranz ett hattrick i en 3–1-vinst över Teplice.